# Guernseylilje
Guernseylilje (Nerine sarniensis) er en flerårig, urteagtig plante, der danner løg, sådan at den kan klare den tørre sommer. De smukke blomster på bladløse stængler gør den til en efterspurgt plante i blomsterforretningerne. Hele planten er giftig, da den indeholder stoffet lycorin.

## Beskrivelse
Guernseylilje er en løgvækst med grundstillede blade og oprette, blomsterbærende stængler. Bladene er linjeformede med parallelle bladribber og hel rand. Blomstringen foregår i det begyndende efterår, før end bladene dannes. Blomsterstænglen er bladløs, rund i tværsnit og glat. Yderst bærer den en stand med 7-15 blomster. De enkelte blomster er regelmæssige, 3-tallige og består af 6 ensfarvede blosterblade i røde, lyserøde eller hvide farver. 
Frugterne er kapsler med mange frø. Under og efter vinteren er bladene stadig grønne (eller grågrønne, alt efter sorten), men med forårets komme visner de ned, og løget går i hvile sommeren over.
Rodsystemet er trævlet og sidder fæstnet på undersiden af løget. 
Højde x bredde og årlig tilvækst: 0,40 x 0,30 m (40 x 30 cm/år).

## Hjemsted
Guernseylilje er endemisk og hører oprindeligt hjemme på klippefyldte bjergskråninger i den vestlige del af Kaplandet fra Citrusdal til Caledon. Her vokser den på lysåbne steder med tyndt muldlag og meget spredt vegetation af andre løgvækster og græsser. 
I Taffelbjergets nationalpark i Kapprovinsen, Sydafrika, vokser arten i den specielle, tørre vegetation, som kaldes Fynbos sammen med bl.a. afrikansk fuglemælk, belladonnalilje, bellisdorotheanthus, Disa graminifolia og Disa uniflora (orkidéer), Erica mammosa (en art af lyng), foldet aloe, hvid kalla, hvid watsonia, Pelargonium cucullatum (en art af pelargonie), Gladiolus monticola og Gladiolus priorii (arter af gladiolus), solglød, sølvtræ Arten er desuden naturaliseret på øen Guernsey i den Engelske Kanal, deraf navnet.
| Portal | Portal:Botanik |

## Note
1. ↑  Graham Duncan: Nerine sarniensis Arkiveret 15. november 2012 hos  Wayback Machine (engelsk)-sproget præsentation af planten
2. ↑  Cape Hike: Fynbos billedkavalkade over blomsterne i Taffelbjergets nationalpark (engelsk)